# Výrovna (České středohoří)
Výrovna (německy Hegeberg) je vrch z nadmořskou výškou 540 metrů, který se nachází mezi městem Jílové a obcí Čermnou. Nachází se v CHKO České středohoří a na jeho svazích se nachází přírodní památka Jílovské tisy. 

## Popis
Jedná se o znělcovo-trachytový vrch náležící do celku vulkanické hornatiny České středohoří. Sklony svahů jednotlivých světových stran jsou velmi odlišné. Zatímco východní a zejména jižní svah jsou velmi mírné, tak západní a hlavně severní svah (k Jílovskému potoku) mají sklon 30–40°. Samotný vrchol je zalesněný, přesto na svém severním okrajů nabízí malebný výhled na údolí Jílovského potoka.

## Jílovské tisy
Na severním svahu se rozprostírá přírodní památka Jílovské tisy, která byla vyhlášená v roce 1993 a její rozloha činí 2,6 ha. Důvodem ochrany je tis červený. Ten spolu s ostatními dřevinami (borovice, smrk, bříza, dub, jedle, klen) roste jednotlivě nebo tvoří skupiny. Výjimkou nejsou ani keřové exempláře. Celkový počet tisů se odhaduje na 450 kusů. 
Jižní část tvoří velmi strmé zalesněné suťové svahy, ze kterých místy vyčnívají kolmé skalní stěny. Přibližně podél Jílovského potoka probíhá složité zlomové pásmo. Některý ze zlomů patrně využilo k výstupu trachytové magma a v křídových sedimentech vznikl lakolit vrchu Výrovna, nyní odkrytý erozí. Těleso fonolitového lakolitu má zčásti zachovaný plášť svrchněkřídových vápnitých jílovců březenského souvrství. V údolí Hornojílovského potoka je dobře patrná jeho kontaktní metamorfóza na porcelanity. Horniny v endogenním a exogenním kontaktu lakolitu jsou místy brekciovitě vyvinuté. Kontaktně metamorfované jílovce se vyznačují zvýšenou tvrdostí, tmavou, sytě šedou až šedočernou barvou a místy jsou hustě drobně světle skvrnité. Vyskytují se v nich v malé míře žilné výplně puklin tvořené radiálně paprsčitými agregáty mezolitu, který v termálních zakončeních jednotlivých krystalů často přechází ve skolecit. V minulosti byl odtud popsán také analcim, natrolit, chabazit, thomsonit, apofylit a zeofylit.  

## Hydrologie
Výrovna leží v povodí severně protékajícího Jílovského potoka, který se vlévá v Děčíně do Labe. Západní svah odvodňuje Červený potok, protékající Čermnou, zatímco východní svah náleží Hornojílovskému potoku. Na severním svahu leží dva prameny. První se nazývá Výrovka a druhý Sněženka, která je využívána jako zdroj pitné vody.

## Zajímavosti

### Přístup
Přes vrchol prochází žlutá turistická trasa, která návštěvníka dostane ke dvou místům, nabízející výhled na Jílové, Libouchec a stolovou horu Děčínský Sněžník. Stezka mimo jiné spojuje Jílové a Čermnou. Návštěvník cestující z Děčína využije autobusovou linku č. 432 (Janov/Libouchec).

### Galerie

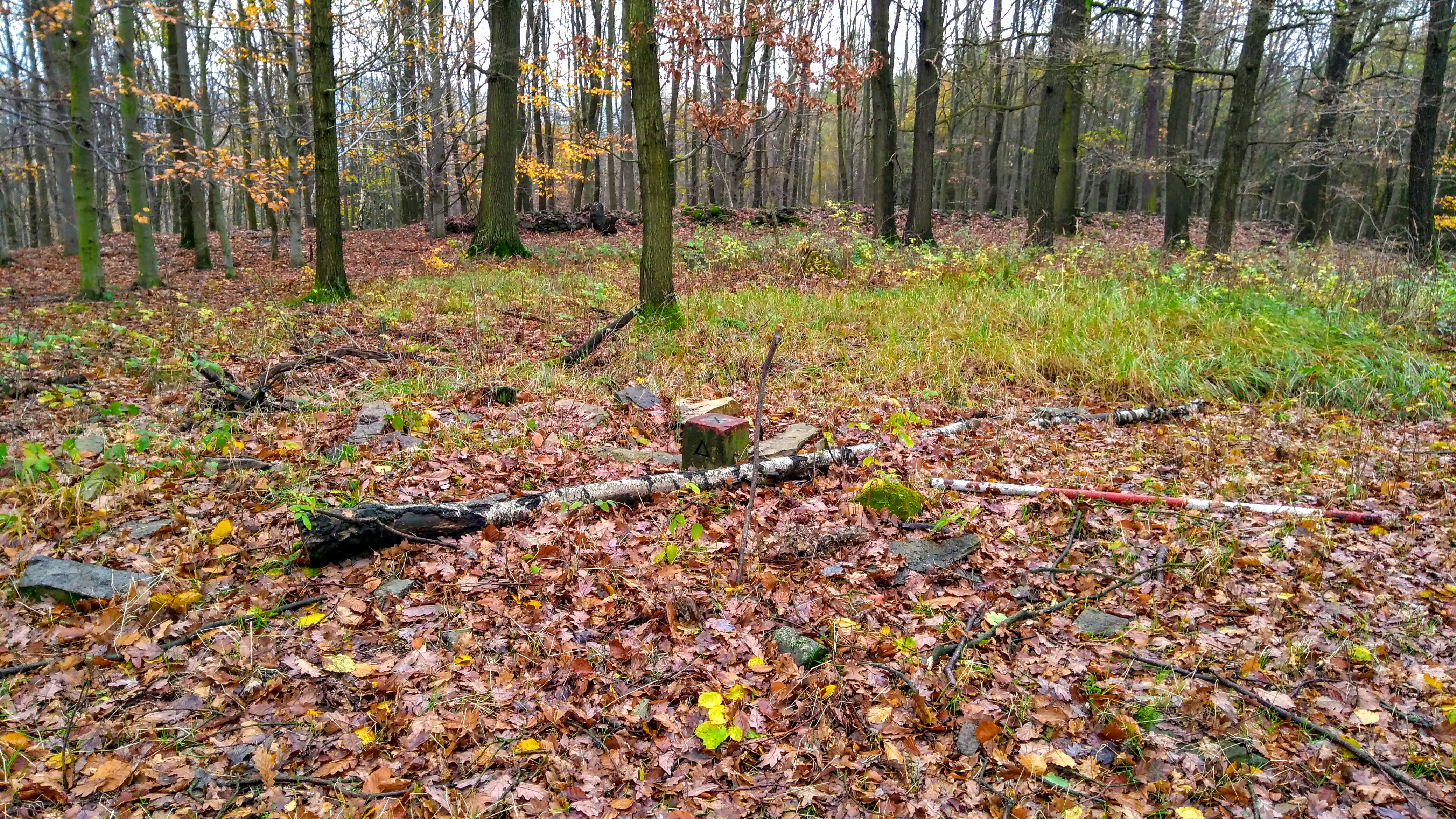
Vrchol
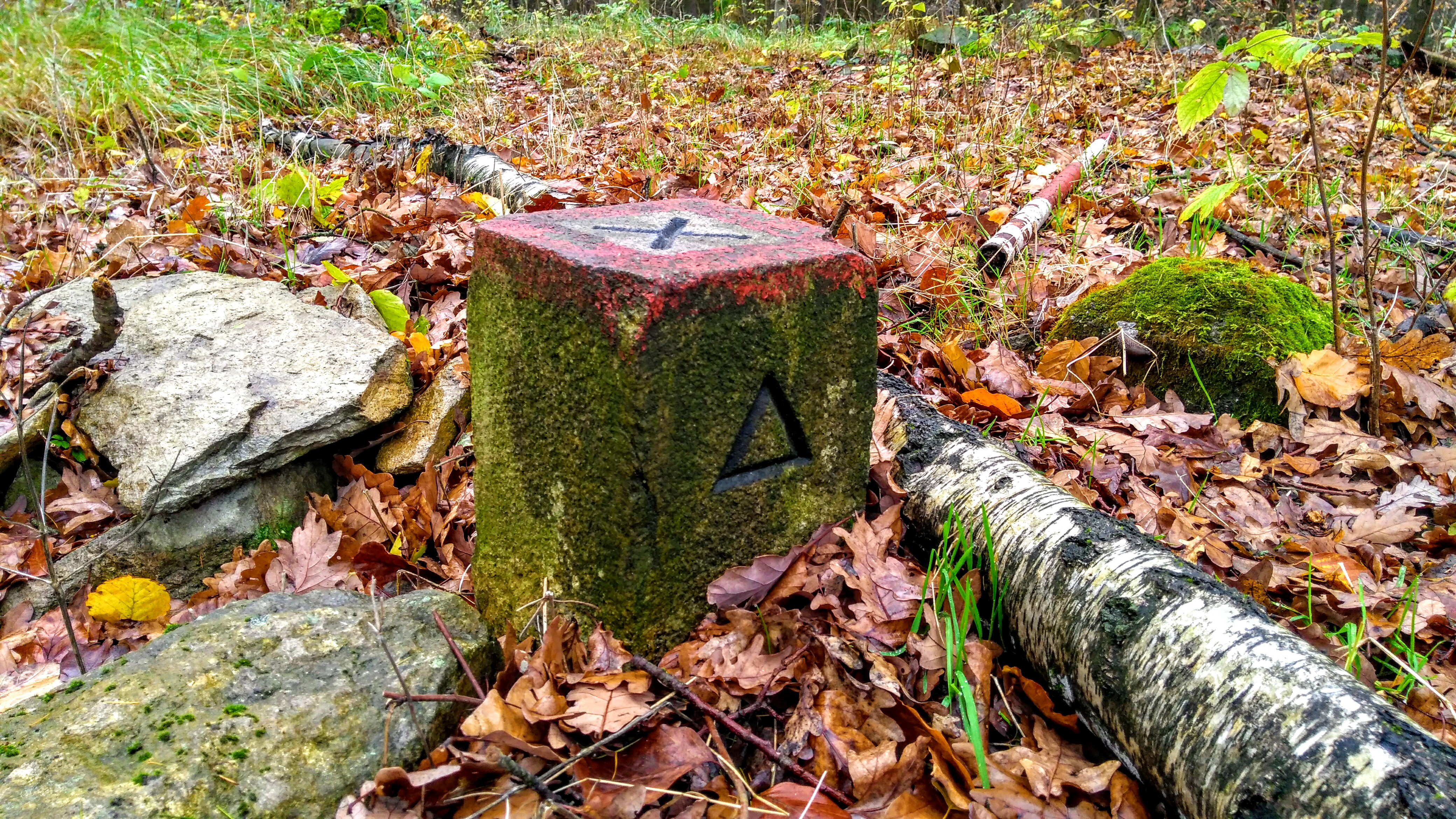
Detailní pohled na vrcholový patník
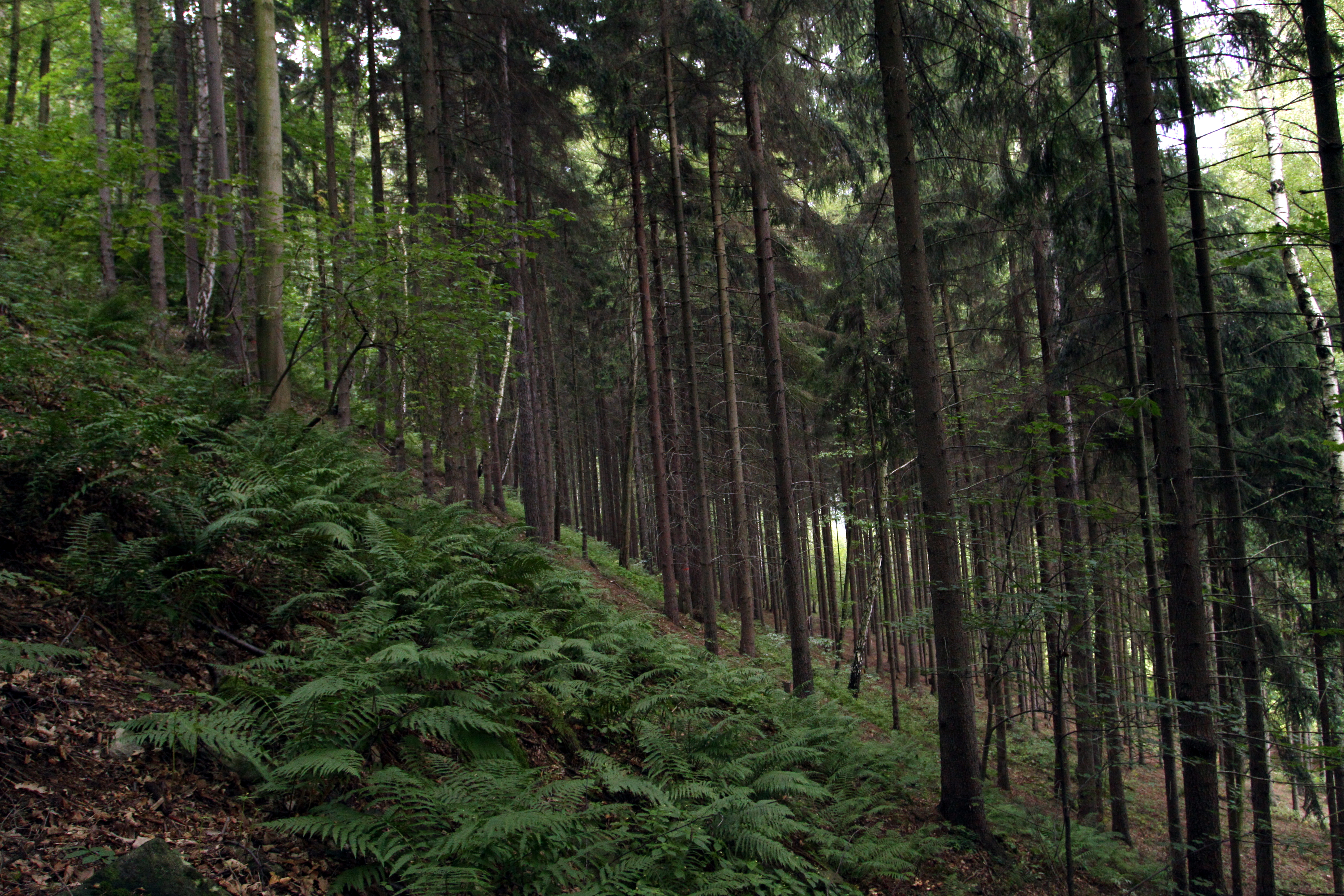
PP Jílovské tisy
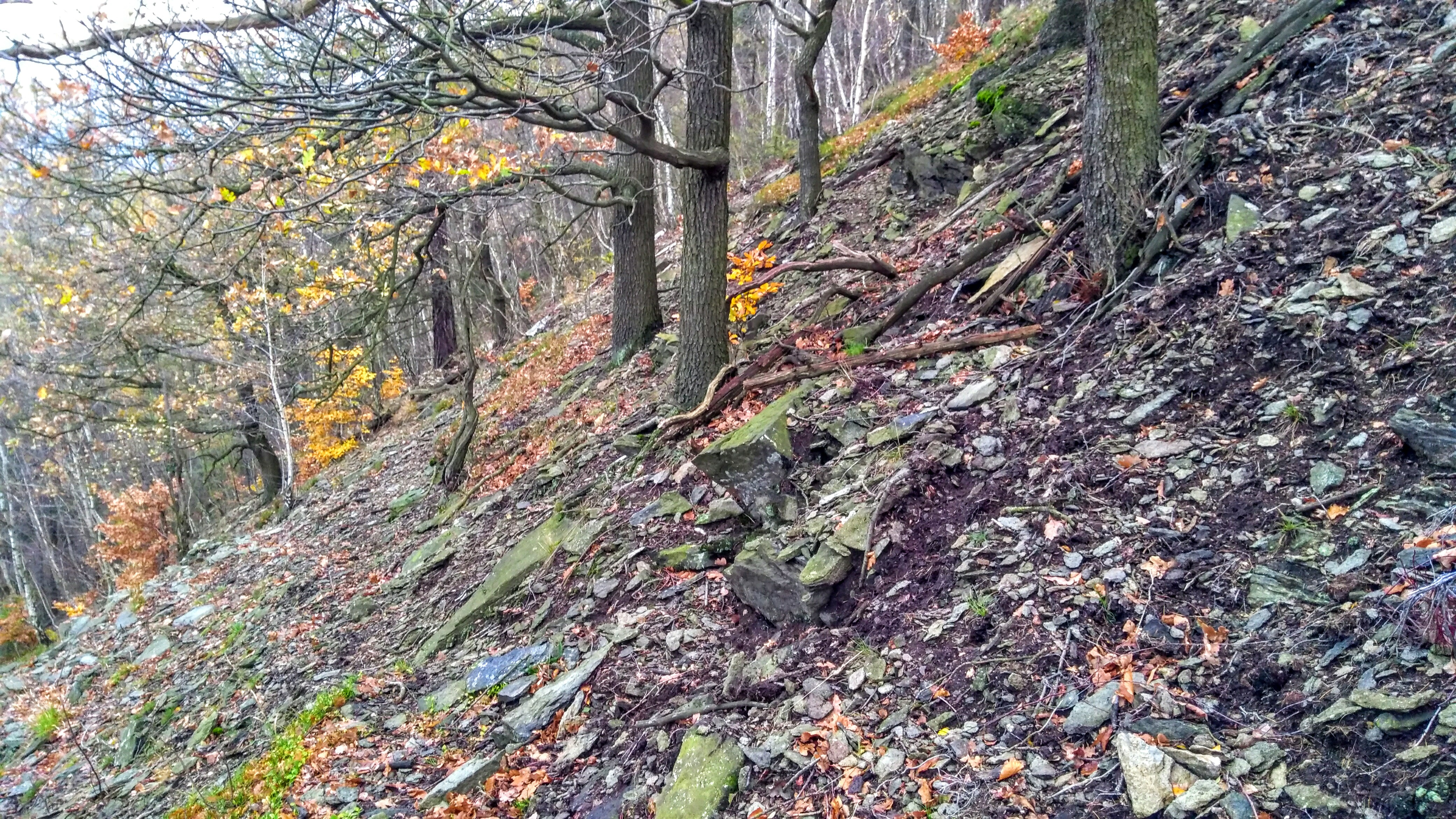
Suťový svah v PP

### Nejasnosti okolo názvu
V českých pramenech se vyskytují ještě další názvy tohoto vrchu. Jednak je to název Jílovský vrch a pak název Hajný, což je překlad německého Hegeberg.
 V německých pramenech se uvádí kromě varianty Hegerberg ještě název Lotharberg, který se později přesunul na 3,5 km vzdálený dnešní Lotarův vrch tehdy zvaný Lotterberg (česky „Lotrův vrch“). K Lotarovu vrchu se vztahuje legenda, dle níž byl na tomto kopci zajat po prohrané bitvě u Chlumce v únoru 1126 německý král Lothar III. Dle historického popisu průběhu bitvy se můžeme přiklonit k možnosti, že se s větší pravděpodobností jednalo o dnešní Výrovnu, která je uvedenému bojišti podstatně blíž.

### Zajímavosti
- Na Výrovně se nacházejí celkem tři startovní místa (dvě mýtiny [SV, SZ], jedna louka [SV]) pro rogala a paragliding.
- Jedna legenda tvrdí, že místní obchodní cestu chránil strážný hrad na vrcholu.